# Ceptura
Ceptura è un comune della Romania di 5 100 abitanti, ubicato nel distretto di Prahova, nella regione storica della Muntenia.
Il comune è formato dall'unione di 9 villaggi: Ceptura de Jos, Ceptura de Sus, Malu Roșu, Rotari, Șoimești, Suditi, Corfari, Balalai, Valea manastiri.
La sede amministrativa è ubicata nell'abitato di Ceptura de Jos.